# Бедлингтон
Бедлингтон (англ.  Bedlington) — город в английском традиционном церемониальном графстве и унитарной единице Нортамберленд. Находится рядом с портом Блайт  на побережье Северного моря.

## Описание
Население города быстро росло с расширением добычи угля к северу от реки  Блайт в XIX веке. Металлургический завод процветал здесь до 1860-х годов. Горнодобывающая промышленность пришла в упадок и прекратилась после Второй мировой войны, но местную экономику поддерживало развитие легкой промышленности. Бедлингтон дал название породе терьеров. Население в 2001 году составляло 14 147 жителей, в 2011 году — 16 974.